# Barbalha
Barbalha là một đô thị thuộc bang Ceará, Brasil. Đô thị này có diện tích 479,184 km², dân số năm 2007 là 49274 người, mật độ 102,83 người/km².